# Internationaler Klavierwettbewerb Ferruccio Busoni
Der Internationale Klavierwettbewerb Ferruccio Busoni, kurz Busoni-Wettbewerb, italienisch Concorso pianistico internazionale Ferruccio Busoni, ist ein seit 1949 bestehender Klavierwettbewerb.
Er wurde von Cesare Nordio, Direktor des „Musikkonservatoriums Claudio Monteverdi“ in Bozen, zum Gedenken an Busoni anlässlich seines 25. Todestages ins Leben gerufen. Der Wettbewerb fand bis 2003 jährlich statt, danach alle zwei Jahre.

## Geschichte
Cesare Nordio hatte bereits Erfahrungen als Mitglied der Jury des Internationalen Wettbewerbes von Wien in den Jahren 1933 und 1936. Er wollte in den Nachkriegsjahren in Südtirols Landeshauptstadt Bozen eine Art musikalische Brücke zwischen der italienischen und deutschen Kultur schaffen und damit auch die Bedeutung und den Einfluss Ferruccio Busonis ehren, den dieser als italienischer Künstler in Deutschland am Beginn des Jahrhunderts ausübte.

## Preisvergabe
Die Jury geizt bei der Vergabe eines Ersten Preises, in mehr als der Hälfte der Jahre wurde kein 1. Preis vergeben, mehrfach sogar bis zu vier Jahre hintereinander. Schon 1949 wurde von der Jury, in der unter dem Vorsitz von Cesare Nordio auch Jacques Février, Egon Kornauth, Nikita Magaloff, Arturo Benedetti Michelangeli, Gino Tagliapietra und Antonino Votto saßen, kein Erster Preis vergeben: Alfred Brendel erhielt als 18-Jähriger einen ehrenvollen Vierten Preis und konnte damit seine Karriere beginnen. In der Jury saß von 1956 bis 1960 mit Wladimir Vogel auch ein Schüler von Ferruccio Busoni. Von 1982 bis 1996 war Hubert Stuppner Präsident der Jury.
Eine später berühmt gewordene Preisträgerin (1957) ist Martha Argerich, in der neunköpfigen Jury saßen seinerzeit unter anderen Mario Castelnuovo-Tedesco, Nikita Magaloff und Friedrich Wührer. Weitere Erste Preisträger sind Jörg Demus (1956), Michael Ponti (1964; bereits 4. Preis 1956 und 3. 1958), Boris Bloch (1978), Catherine Vickers (1979) Margarita Höhenrieder (1981), Lilya Zilberstein (1987), Alexander Kobrin (1999) und Michail Lifits (2008/9).
Weitere Preise erhielten Karl-Heinz Schlüter (1950 2.), Karl Engel (1951 3.), Walter Klien (1951 3., 1952 4.), Ingrid Haebler (1952 4.), Günter Ludwig (1954 3.), Ludwig Hoffmann (1957 4.), John Ogdon (1960 5.), Gernot Kahl (1963 2.), Pascal Devoyon (1974 2. und Spezialpreis), Terence Judd, László Simon (beide 1975 3.), Catherine Vickers (1979 1.) Lev Natochenny (1981 2.), Friedrich Höricke (1981 5.), Gülsin Onay (1982 6., 1983 4.), Bernd Glemser (1983 5., 1984 3.), Matthias Fletzberger (1984 2.), Ian Munro, Alfredo Perl (beide 1987 3.), Igor Kamenz (1988 2., 1991 2.), Konstantin Scherbakov (1989 6.), Maurizio Baglini (1994 6.), Severin von Eckardstein (1998 6.), Kiai Nara (1999 6.), Martin Stadtfeld (2001 6.) und Anna Winnizkaja (2004/5 4.), Lilian Akopova (2007 3.), Dimitri Schischkin (2015 3.), Ji-Yeong Mun (2015 1.)

## Weblink
- Website der Fondazione Ferruccio Busoni / Gustav Mahler (deutsch, Stand 19. März 2021)